# Łódzkie Studia Etnograficzne
Łódzkie Studia Etnograficzne – polskie czasopismo naukowe z zakresu etnologii i antropologii kulturowej, założone w 1959 w Łodzi; organ Polskiego Towarzystwa Ludoznawczego (PTL). 

## Historia
Pierwotnie czasopismo było poświęcone kulturze ludowej województwa łódzkiego. Prowadzony był stały dział korespondencji z terenu, w którym zamieszczano kwestionariusze i wskazówki do gromadzenia materiałów, a także publikowano prace i przyczynki nadesłane z terenu przez amatorów-miłośników ludoznawstwa. Prezentowano w nim dorobek pracowników Katedry Etnografii Uniwersytetu Łódzkiego (UŁ) oraz etnografów zatrudnionych w Muzeum Archeologicznym i Etnograficznym w Łodzi. Dużą wagę przywiązywano do informowania o badaniach pracowników regionalnych muzeów i wystawach przez nich organizowanych. Wiele tomów już w przeszłości miało charakter profilowany tematycznie lub regionalnie, np. opoczyńskie (tomy 22, 26), Kaszuby (okolice Bytowa – tom 25), zwyczaje i folklor robotniczego Kalisza (tom 28), kultura wielkomiejskich robotników (tomy 15, 21, 24, 29).

## Publikacje
W latach 1971–2014 „Łódzkie Studia Etnograficzne” wychodziły jako książki autorskie lub wieloautorskie (ISSN do wersji papierowej: ISSN 0076-0382): 
- 1971: Maria Wieruszewska-Adamczyk, Sankcje systemu kontroli społecznej wobec rodziny wiejskiej na przykładzie dwóch wybranych wsi powiatu bełchatowskiego. Łódź: PTL, 155 s. – „Łódzkie Studia Etnograficzne” t. 13.
- 1976: Kazimiera Zawistowicz-Adamska, Polska sztuka ludowa. Stan wiedzy – prace badawcze – opieka i upowszechnianie. Łódź: PTL, 163 s. – „Łódzkie Studia Etnograficzne” t. 18.
- 1994: Krystyna Piątkowska, Kultura a ikonosfera. Etnologiczne studium wybranych przykładów ze wsi współczesnej. Łódź: PTL, 150 s. – „Łódzkie Studia Etnograficzne” t. 33.
- 1996: Wobec kultury. Łódź: PTL, 135 s. – „Łódzkie Studia Etnograficzne” t. 35.
- 1997: Stanisław Węglarz, Tutejsi i inni. Część 1. O etnograficznym zróżnicowaniu kultury ludowej. Łódź: PTL, 136 s. – „Łódzkie Studia Etnograficzne” t. 36.
- 1999: Katarzyna Kaniowska, Opis. Klucz do rozumienia kultury. Łódź: PTL, 190 s. – „Łódzkie Studia Etnograficzne” t. 39.
- 2000: Grażyna Ewa Karpińska, Miejsce wyodrębnione ze świata. Przykład łódzkich kamienic czynszowych. Łódź: PTL, 199 s. – „Łódzkie Studia Etnograficzne” t. 38.
- 2001: Robert Dzięcielski, Ludowe obrazy miasta. Inspiracje Bystroniowskie. Łódź: PTL, 199 s. – „Łódzkie Studia Etnograficzne” t. 40.
- 2002: Bronisława Kopczyńska-Jaworska, Krzysztof Woźniak, Łódzcy luteranie: społeczność i jej organizacja. Łódź: PTL, 245 s. – „Łódzkie Studia Etnograficzne” t. 41.
- 2003: Olga Goldberg-Mulkiewicz, Stara i nowa ojczyzna: ślady kultury Żydów polskich. Łódź: PTL, 239 s. – „Łódzkie Studia Etnograficzne” t. 42.
- 2004: Codzienne i niecodzienne. O wspólnotowości w realiach dzisiejszej Łodzi. Łódź: PTL, 247 s. – „Łódzkie Studia Etnograficzne” t. 43.
- 2005: Jan Święch, Tajemniczy świat wiatraków. Łódź: PTL, 217 s. – „Łódzkie Studia Etnograficzne”, t. 44.
- 2006: Ewa A. Jagiełło. Polacy w Uzbekistanie: tożsamość odległej diaspory. Łódź: PTL, 208 s. – „Łódzkie Studia Etnograficzne” t. 45.
- 2007: Miejsca biesiadne: co o nich opowiada antropolog? Łódź: PTL, 214 s. – „Łódzkie Studia Etnograficzne” t. 46.
- 2008: Katarzyna Orszulak-Dudkowska, Ogłoszenie matrymonialne. Studium z pogranicza folklorystyki i antropologii kultury. Łódź: PTL, 183 s. – „Łódzkie Studia Etnograficzne” t. 47.
- 2009: Aleksandra Rzepkowska, Sybiracy: wspólnota – pamięć – narracja. Studium antropologiczne. Łódź: PTL, 227 s. – „Łódzkie Studia Etnograficzne” t. 48.
- 2010: Etyczne problemy badań antropologicznych. Łódź: PTL, 230 s. – „Łódzkie Studia Etnograficzne” t. 49.
- 2011: Wokół społeczności wiejskiej. Etnografia Kazimiery Zawistowicz-Adamskiej – kontynuacje i inspiracje. Wrocław – Łódź: PTL, 215 s. – „Łódzkie Studia Etnograficzne” t. 50.
- 2012: Antropolog w mieście i o mieście. Wrocław – Łódź: PTL, 219 s. – „Łódzkie Studia Etnograficzne” t. 51.
- 2013: Aleksandra Krupa-Ławrynowicz, Bałuckie chronotopy. Opowieść o łódzkiej dzielnicy. Wrocław – Łódź: PTL, 207 s. – „Łódzkie Studia Etnograficzne” t. 52.
- 2014: Marta Songin-Mokrzan, Zwrot ku zaangażowaniu. Strategie konstruowania nowej tożsamości antropologii. Wrocław – Łódź: PTL, 233 s. – „Łódzkie Studia Etnograficzne” t. 534[3][4][5].

Od 2015 czasopismo jest profilowane tematycznie i ma redaktorów tematycznych. Tomy całościowo wychodzą online (ISSN do wersji online: ISSN 2450-5544). Pismo znajduje się w wykazie czasopism naukowych punktowanych przez Ministerstwo Nauki i Szkolnictwa Wyższego, jest indeksowane w bazach czasopism naukowych: Scopus, EBSCO, European Reference Index for the Humanities, The Central European Journal of Social Sciences and Humanities, Central and Eastern European Online Library, Directory of Open Access Journals, International Bibliography of Social Sciences, Index Copernicus, Bibliografia Etnografii Polskiej. 
Specyfikę „ŁSE” określają ramy współczesnych debat i zainteresowań etnologów (antropologów) oraz połączenie teorii z praktyką. Czasopismo wpisuje się w aktualne dyskusje podejmujące problematykę kultury w jej aspektach teoretycznych, analityczno-interpretacyjnych, diagnostycznych i praktycznych, nie gubiąc przy tym swego etnograficznego rodowodu. Podstawą prezentowanej tu antropologii są „studia w terenie” i materiał empiryczny pozyskany w trakcie samodzielnych badań terenowych. 

### Układ treści tomów
- Rozprawy
- Materiały z terenu
- Rozmowy
- Komentarze i omówienia
- Na inny temat[8].

Wszystkie artykuły podlegają recenzji w trybie double-blind review. Czasopismo działa w zgodzie z Kodeksem Postępowania i według wytycznych Komitetu ds. Etyki Wydawniczej (Committee on Publication Ethics – COPE). 

### Redaktorzy[11]
- Kazimiera Zawistowicz-Adamska (1959–1983)
- Jadwiga Kucharska (1984–1995)
- Grażyna Ewa Karpińska (od 1996)

### Redaktorzy tematyczni[12]
- Mapa, tom 60, 2021: Aleksandra Krupa-Ławrynowicz, Sebastian Latocha (Uniwersytet Łódzki, Łódź)

- Etnografia, animacja, edukacja, tom 59, 2020: Anna Weronika Brzezińska, Katarzyna Majbroda (Uniwersytet im. Adama Mickiewicza, Poznań)[13]
- Dziedzictwo kulturowe, tom 58, 2019: Blanka Soukupová (Univerzita Karlova, Praga)
- Muzyka, tom 57, 2018: Gustaw Juzala-Deprati (Uniwersytet Wileński, Wilno)
- Na Bałkanach / o Bałkanach, tom 56, 2017: Božidar Jezernik (Univerza v Ljubljani, Lublana), Grażyna Ewa Karpińska (Uniwersytet Łódzki, Łódź)
- Niematerialne, tom 55, 2016: Anna Weronika Brzezińska (Uniwersytet im. Adama Mickiewicza, Poznań)
- The Culinaries, volume 54, 2015: Grażyna Ewa Karpińska, Aleksandra Krupa-Ławrynowicz (Uniwersytet Łódzki, Łódź)

### Skład redakcji (2021–2024)[12]
- Redaktor naczelna: Grażyna Ewa Karpińska (Uniwersytet Łódzki, Łódź)
- Zastępca redaktora naczelnego: Katarzyna Kaniowska (Uniwersytet Łódzki, Łódź)
- Sekretarz redakcji: Aleksandra Krupa-Ławrynowicz (Uniwersytet Łódzki, Łódź)
- Członkowie redakcji: Anna Weronika Brzezińska (Uniwersytet im. Adama Mickiewicza, Poznań), Katarzyna Orszulak-Dudkowska (Uniwersytet Łódzki, Łódź), Teresa Smolińska (Uniwersytet Opolski, Opole), Blanka Soukupová (Univerzita Karlova, Praga), Joanna Świerczyńska (Polskie Towarzystwo Ludoznawcze), Marta Wieczorek (Zayed University, Dubaj)
- Redaktorzy językowi (j. angielski): Robert Lindsay Hodgart (University of Edinburgh, Edynburg), Klaudyna Michałowicz (Uniwersytet Warszawski, Warszawa).